# Dominio di Numazu

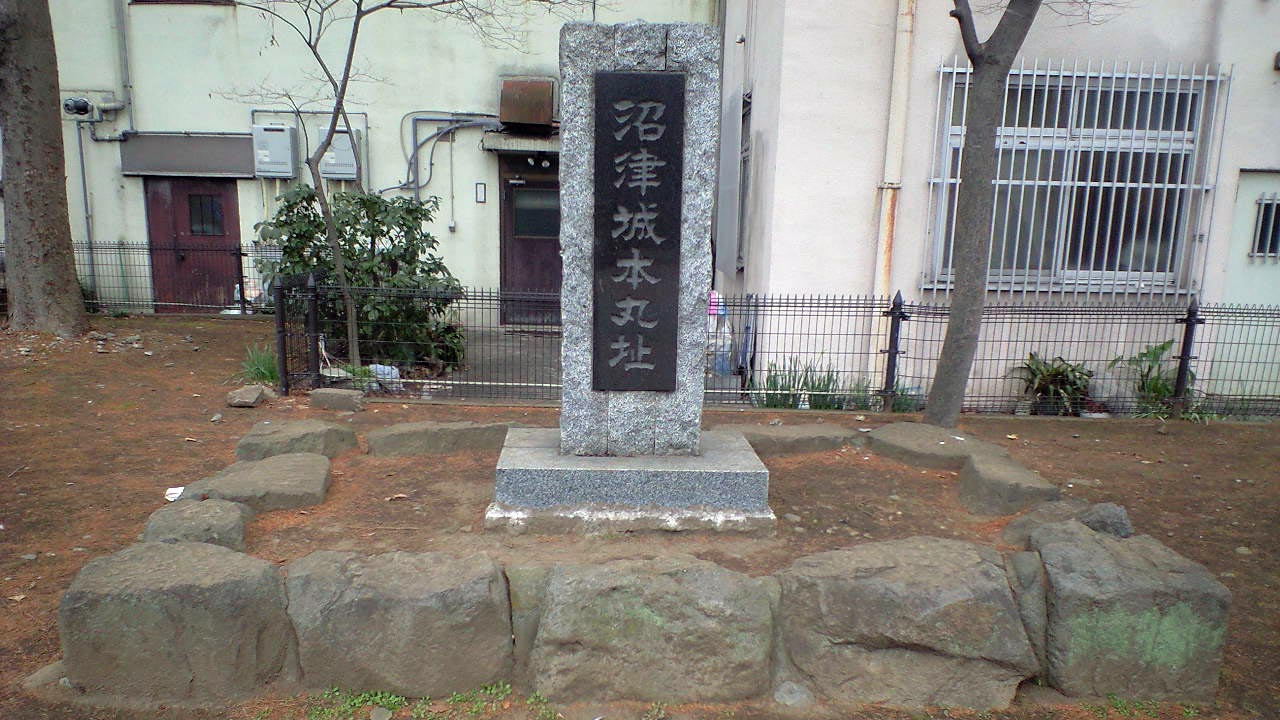
Monumento che indica il sito del torrione del castello di Numazu

Il domino di Numazu (沼津藩 Numazu-han) era un dominio feudale posto sotto il controllo dello Shogunato di Tokugawa durante il periodo Edo giapponese situato nella provincia di Suruga. Si estendeva intorno al castello Numazu in quella che adesso è la città di Numazu, nella moderna prefettura di Shizuoka.

## Storia
Nel 1601, Ōkubo Tadasuke, un hatamoto da 5.000 koku,venne ricompensato dallo Shōgun Tokugawa Ieyasu per i suoi sforzi durante la battaglia di Sekigahara, dove fermò un'avanzata delle forze di Toyotomi guidate dal famoso Sanada Yukimura, con l'elevazione al grado di daimyō. Gli venne assegnato come dominio il territorio di Numazu, a est di Sunpu, con guadagni da 40.000 koku. Tuttavia, quando morì senza eredi nel 1617, il dominio ritornò allo shogunato Tokugawa.
Il dominio venne ripristinato nell'aprile del 1777, quando l'ex wakadoshiyori Mizuno Tadatomo venne trasferito dal domino di Ohama nella provincia di Mikawa, e gli vennero assegnati dei guadagni di 20 000 koku. Nel 1780 ricostruì il castello Numazu, e i suoi ricavi vennero aumentati di 5.000 koku nell'anno successivo quando assunse l'impiego di rōjū . Nel 1785, ricevette un altro aumento di 5.000 koku.
Il secondo daimyō di Numazu, Mizuno Tadaakira, era anche un rōjū, ed un vicino confidente di Tanuma Okitsugu, un alto funzionario dello Shogunato Tokuga. Attraverso questa connessione, assicurò un aumento dei ricavi del dominio di Numazu di 10.000 koku nel 1821 e di altri 10.000 nel 1829.
Il sesto daimyō, Mizuno Tadahiro, era uno stretto alleato del tairō Ii Naosuke.
Tuttavia, durante il periodo Bakumatsu, l'ottavo e ultimo daimyō, Mizuno Tadanori, si alleò con il nuovo governo Meiji nella guerra Boshin della restaurazione Meiji. Il suo dominio venne abolito con la creazione del dominio di Shizuoka per lo shōgun in congedo Tokugawa Yoshinobu. I possedimenti del dominio nella provincia di Suruga furono trasferiti nel dominio di Shizuoka mentre quelli nella provincia di Izu vennero trasferiti nella prefettura di Niirayama. A Tadanori venne assegnato il poco longevo dominio di Kikuma nella provincia di Kazusa nel luglio del 1868 con gli stessi guadagni nominali.
Nel 1871, il territorio dell'ex dominio di Numazu divenne parte della prefettura di Shizuoka.

## Possedimenti alla fine del periodo Edo
Come nella maggior parte dei domini nel sistema han, il dominio di Numazu consisteva di numerosi territori discontinui calcolati per fornire il kokudaka assegnato, basato su periodici sondaggi catastali e le proiezioni dei rendimenti agricoli.
- Provincia di Suruga
  - 37 villaggi nel distretto di Sunto
  - 7 villaggi nel distretto di Fuji
  - 7 villaggi nel distretto di Shida
  - 3 villaggi nel distretto di Mashizu
- Provincia di Izu
  - 11 villaggi nel distretto di Kimisawa
  - 7 villaggi nel distretto di Tagata
  - 14 villaggi nel distretto di Kamo

## Lista dei daimyo
| #                                 | Nome                                         | Mandato   | Titolo di cortesia                 | Rango di corte          | kokudaka           |
| --------------------------------- | -------------------------------------------- | --------- | ---------------------------------- | ----------------------- | ------------------ |
| Clan Ōkubo, 1601-1613 (fudai)[5]  |                                              |           |                                    |                         |                    |
| 1                                 | Ōkubo Tadasuke (大久保 忠佐?) (大久保 忠佐?) | 1601–1613 |                                    |                         | 20 000 koku        |
| Clan Tokugawa, 1613-1777 (tenryō) |                                              |           |                                    |                         |                    |
| Clan Mizuno, 1777-1868 (fudai)[6] |                                              |           |                                    |                         |                    |
| 1                                 | Mizuno Tadatomo (水野忠友?) (水野忠友?)      | 1777–1802 | Dewa-no-kami (出羽守); Jijū (侍従) | 4° inferiore (従四位下) | 20 000→30 000 koku |
| 2                                 | Mizuno Tadaakira (水野忠成?)                 | 1802–1834 | Dewa-no-kami (出羽守); Jijū (侍従) | 4° inferiore (従四位下) | 30 000→50 000 koku |
| 3                                 | Mizuno Tadayoshi (水野忠義?)                 | 1834–1842 | Dewa-no-kami (出羽守)              | 4° inferiore (従四位下) | 50 000 koku        |
| 4                                 | Mizuno Tadatake (水野忠武?)                  | 1842–1844 | Dewa-no-kami (出羽守)              | 4° inferiore (従五位下) | 50 000 koku        |
| 5                                 | Mizuno Tadayoshi (水野忠良?)                 | 1844–1858 | Dewa-no-kami (出羽守)              | 4° inferiore (従五位下) | 50 000 koku        |
| 6                                 | Mizuno Tadahiro (水野忠寛?)                  | 1858–1862 | Dewa-no-kami (出羽守)              | 4° inferiore (従四位下) | 50 000 koku        |
| 7                                 | Mizuno Tadanobu (水野忠誠?)                  | 1862–1866 | Dewa-no-kami (出羽守)              | 4° inferiore (従四位下) | 50 000 koku        |
| 8                                 | Mizuno Tadanori (水野忠敬?) (水野忠敬?)      | 1866–1868 | Dewa-no-kami (出羽守)              | 3° (従三位)             | 50 000 koku        |